# Ilse Junkermann

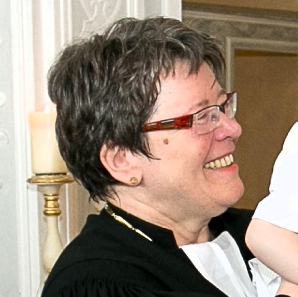
Bischöfin Junkermann während der Taufe eines Kindes (2014)

Ilse Junkermann geb. Meister (* 31. Mai 1957 in Dörzbach, Landkreis Künzelsau) ist eine deutsche evangelische Theologin. Sie ist seit 2020 Vorsitzende der Aktion Sühnezeichen Friedensdienste. Zuvor war sie von 2009 bis 2019 Landesbischöfin der Evangelischen Kirche in Mitteldeutschland, anschließend leitete sie bis 2023 die Forschungsstelle Kirchliche Praxis in der DDR an der Universität Leipzig.

## Leben
Ilse Junkermann studierte von 1976 bis 1981 Evangelische Theologie in Tübingen und Göttingen. Sie war Pfarrerin in Horb am Neckar und Stuttgart. 1994 wurde sie Studienleiterin für Pastoraltheologie und Predigtlehre am Pfarrseminar in Stuttgart-Birkach. 1997 wurde Junkermann zur Oberkirchenrätin der württembergischen Landeskirche gewählt. Dort leitete sie das Dezernat Theologische Ausbildung und Pfarrdienst, ab 2007 das Dezernat Personal und Ausbildung.
Am 21. März 2009 wurde sie zur Landesbischöfin der Evangelischen Kirche in Mitteldeutschland gewählt und am 29. August 2009 im Magdeburger Dom in das Amt eingeführt. 2010 forderte sie Stasi-Opfer und Täter zur Versöhnung auf und für Repressionen Verantwortliche dafür heute nicht zu verurteilen.
Außerhalb ihres Berufes engagierte sich Junkermann in der Asyl- und Migrantenarbeit. Als Bischöfin der Evangelischen Kirche Mitteldeutschlands war sie kraft Amtes Kuratoriumsmitglied der Internationalen Martin Luther Stiftung. Zudem war sie von 2009 bis 2019 Vorsitzende der Kirchlichen Stiftung Kunst- und Kulturgut in der Kirchenprovinz Sachsen. 
Ilse Junkermann ist seit 2017 Jubiläumsbotschafterin der v. Bodelschwinghschen Stiftungen Bethel.
Der Wunsch Junkermanns, nach Ende ihrer Amtszeit noch vier Jahre bis zum Erreichen des Ruhestandsalters im Amt bleiben zu können, was auf Antrag des Landeskirchenrats möglich wäre, wurde am 22. November 2017 vom Landeskirchenrat abgelehnt. Somit endete ihre Amtszeit nach zehn Jahren. Am 6. Juli 2019 wurde sie aus ihrem Amt entpflichtet. Für sie wurde ab 1. September 2019 an der Universität Leipzig die Forschungsstelle Kirchliche Praxis in der DDR neu eingerichtet. Die wissenschaftliche Aufarbeitung der Besonderheiten des kirchlichen Lebens in der DDR wurde befristet bis August 2023, ein halbes Jahr vor ihrem Ruhestand.
Seit Oktober 2020 ist Junkermann Vorsitzende von Aktion Sühnezeichen Friedensdienste.
Aus erster Ehe hat sie einen Sohn, seit dem 11. Dezember 2009 ist sie in zweiter Ehe mit Michael Wolf verheiratet.